# Деструкция (искусство)

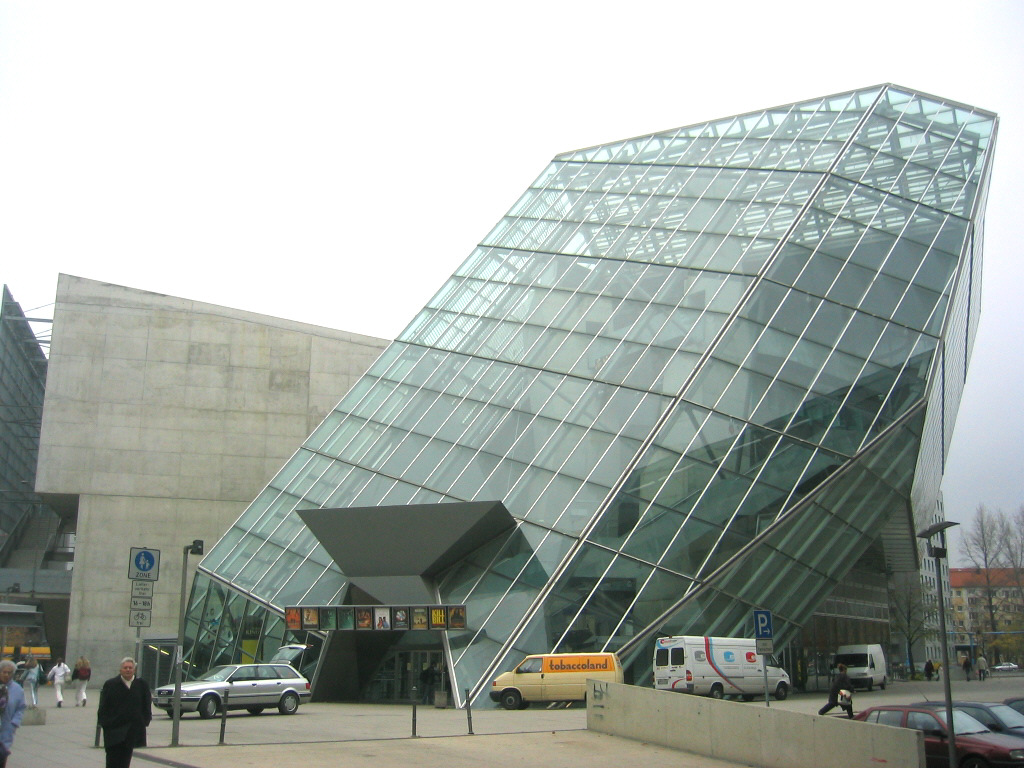
Образец деструкции (деконструктивизма) в архитектуре, кинотеатр UFA-Palast в Дрездене, Coop Himmelb(l)au, 1998 год

Дестру́кция (от лат. destructio — «разрушение, рассыпание конструкции») — термин, обозначающий в произведениях искусства качество, тенденцию или движение к разрушению структуры художественного целого или, по крайней мере, внешнюю иллюзию (видимость) подобного разрушения.

## Краткая характеристика
Термин деструкция происходит от лат. destructio, что в дословном переводе означает: лат. de — отмена (или отрицание) и лат. structio — составлять или строить. В применении к предметам искусства и эстетическим понятиям, под понятием деструкция подразумевается видимая, (а также нескрываемая или даже демонстративная) тенденция к разрушению того или иного комплекса внутренних взаимосвязей, (а также пропорций) между отдельными частями и элементами художественного целого.
Основной мишенью для разрушительного воздействия деструкции являются видимые (желательно, внешние) связи отдельных частей произведения между собой, а также общая взаимосвязь образных и образующих элементов в зависимости от их конкретной функции и назначения. Отсюда само собой следует, что деструкция (или деструктивность) — есть понятие по самому своему намерению прямо противоположное конструктивности, (но не конструкции).
Практически равным образом, термин деструкция имеет применение ко всем видам искусств, начиная от изобразительных и декоративно-прикладных, и кончая музыкой (и даже танцем). Каждое из искусств в конкретное время и место своего развития (в контексте современной себе культуры и цивилизации) имеет — своё, вполне определённое (или весьма расплывчатое) представление о конструктивности и деструкции. Равным образом, и для каждого из искусств деструкция имеет вполне конкретное значение и смысл, а также специфику и внешние особенности мотивации: от предельно конкретных, почти технологических форм (например, в архитектуре или некоторых видах конструктивной или массивной скульптуры) — и до вполне умозрительных, почти фантазийных построений (в живописи, перформансе или музыке).
Несомненно, самым «наглядными» из искусств с точки зрения деструкции являются изобразительные, в частности, живопись, скульптура и архитектура. Особенно яркое впечатление деструкция способна производить — в крупных утилитарных формах, где её менее всего ожидают увидеть. В частности, в строительстве и архитектуре весь комплекс внутренних взаимосвязей отдельных частей и элементов художественного целого имеет предельно конкретное, и даже более того — вполне практическое значение, а потому и деструкция при взгляде со стороны вызывает ощущение опасности или даже страха, физиологическая природа которого заключается в целостности каждого животного организма. Зная о собственной смерти (разрушении, деструкции), каждый отдельный индивидуум не может (хотя бы и подспудно) не опасаться любого проявления саморазрушения в окружающей действительности.
В любом из искусств движение, опора или равновесие (как художественная и технологическая задача) — как непременное правило созидания, влечёт за собой и соответствующую решаемой задаче конструкцию и конструктивные средства. Противоположным образом, деструкция (понимаемая как художественная и технологическая задача) — принятая заранее в качестве правила разрушения видимой конструкции, влечёт за собой и соответствующие решаемой задаче деструктивные средства (реальные или симулятивные). И если основной целью художественной конструкции является создание некоего целостного произведения или образа, то цель деструкции прямо противоположна: вызвать яркое ощущение нарушения целостности образа (или предмета) и привести к мысли о разрушении всего сущего (или его неизбежности).

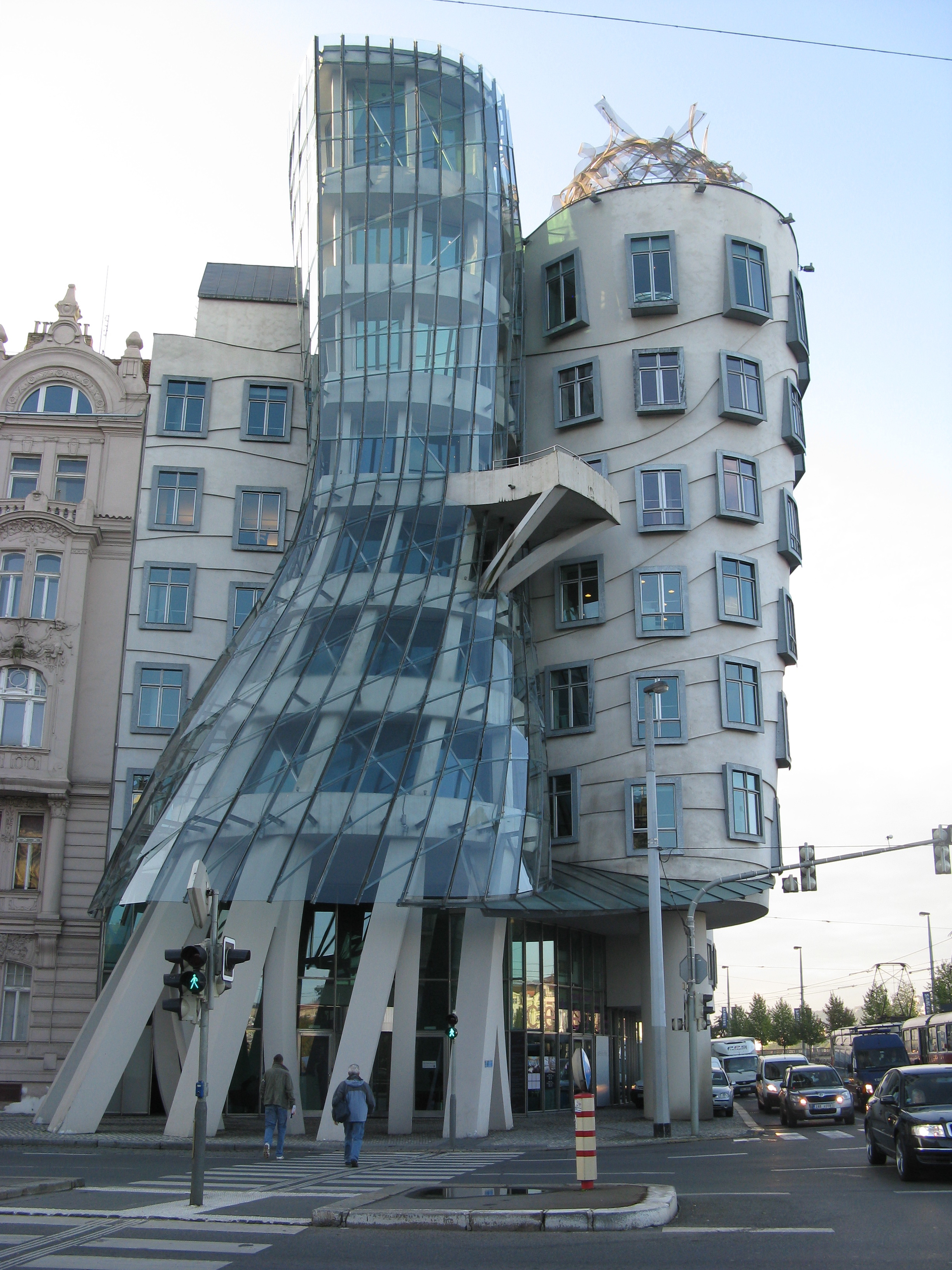
Ещё один пример деструкции в архитектуре, «танцующий дом» в Праге

Однако было бы неправильно считать деструкцию (или деструктивность) прямой противоположностью конструкции (или конструктивности). Особенно наглядно видно это сопоставление на примере архитектуры, где любая конструкция — это прежде всего строительная и технологическая опора, имеющая своей целью обеспечить равновесие и прочность здания, а также его удобство для утилитарного использования. По вполне понятным причинам здания, построенные в стиле деконструктивизма не разрушаются (то есть, не являются в полной мере деструктивными) и обладают всеми необходимыми качествами конструкции, устойчивости и равновесия. Однако, кроме строительной конструкции всякое здание и внутри, и снаружи себя несёт также и некий целостный художественный образ, имеющий свою творческую конструкцию, отдельную от технической. Именно он, этот образ и подвергается разрушительному воздействию деструкции, образуя некое формальное (безопасное или симулятивное) ощущение развала, разрухи или даже локальной катастрофы (в зависимости от глубины и размаха намерений автора).
В каждом из видов (и жанров) искусства конструкция имеет свою отдельную специфику, как профессиональную, так и индивидуальную. Однако при всех различиях имеется и нечто общее. Так, в живописи, графике или скульптуре конструкция создаёт комплекс внутренних связей, при посредстве которых достигается некая образная целостность, а также «зримая прочность» (единство, связность и равновесие) предмета или изображения. Таким образом, конструктивное искусство так или иначе направлено на создание гармоничного произведения и такого же ощущения от контакта с ним. В прямую противоположность конструктивному искусству, деструкция ставит перед собой цель создать ощущение или иллюзию дисгармонии, диспропорции или хотя бы деформации художественного целого, чем вызвать (в конечном счёте) дискомфорт и ощущение смерти. Отдельным вопросом для классической психологии и философии является тесная взаимосвязь между деструкцией и эстетикой безобразного.
В музыке и танце, как наименее конкретных искусствах, деструкция в наибольшей степени является принадлежностью эпохи, стиля и языка (способа построения звуковой (или пластической) ткани). Как правило, степень деструктивности того или иного явления в данное время и в конкретной стране определяется окружением или профессиональной средой, (и зависит от степени её консервативности и клановости). Очень часто в истории искусства сам по себе термин «деструкция» (или разрушение) употреблялся в качестве ругательства, жупела или «неконструктивной критики».
Так или иначе, каждое время и каждый художественный стиль внутри зоны своего действия соблюдает некоторое общепринятое равновесие (или пропорцию) между конструктивностью и деструкцией. Всякое явление или артефакт, который вызывает ощущение яркого разрушения, нарушает границы общепринятой пропорции и, таким образом, воспринимается как «новая» деструкция. Этим феноменом восприятия пользовались все эстетические течения (и многие отдельные авторы). Однако особым акцентом и интересом к самым разнообразным формам деструкции отличилось искусство XX века.

## Краткий обзор
Вне всяких сомнений, каждый из видов и жанров искусства (в каждой стране) имеет свою отдельную историю деструкции: от первобытного племенного общества и до наших дней. Однако наибольшую выразительность и интерес имеет деструкция в формах искусства XX века, которое само по себе является отдельной историей проникновения и развития деструкции как творческого метода. Это направление не появилось само по себе, но выросло из общего ускорения развития социальной психологии и сознания людей в эпоху сверхактивной индустриализации и мировых войн. Отчасти ответ на общие причины усиления деструктивных тенденций даёт реверсивная психология и понятие о деконструкции, как образующей части высшей психической деятельности современного человека. Начинаясь с эпатажа и демонстративной оппозиции к существующему культурному и профессиональному контексту, каждое новое направление в искусстве утверждало себя тем или иным способом содержательной или формальной деструкции.

### В живописи

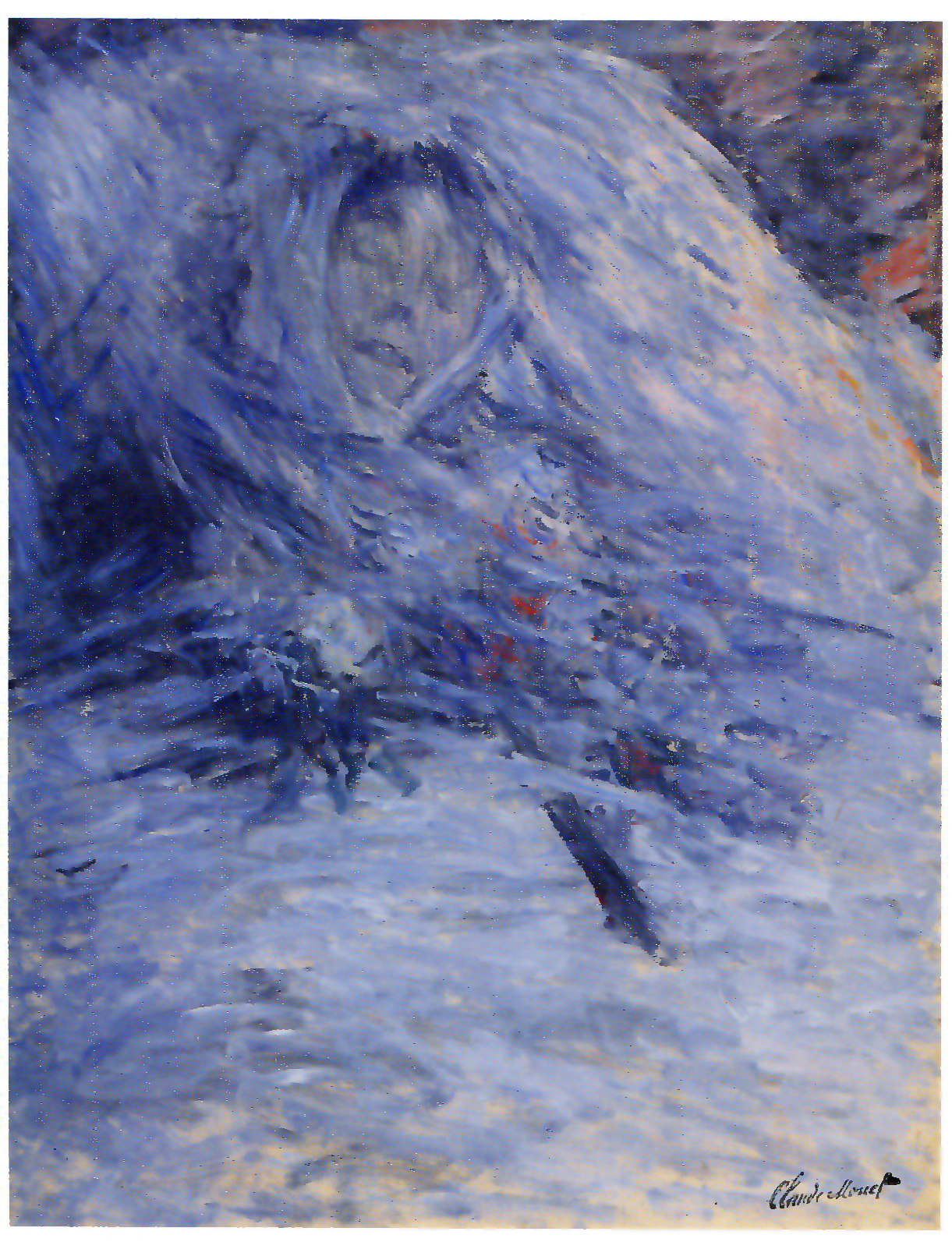
Эрозия изображения в картине Моне «Камилла на смертном одре»

Одним из первых деструктивных течений в живописи, буквально взорвавших изобразительное искусство, был импрессионизм. О его разрушительном влиянии говорили едва ли не все академические художники, и даже музыканты-традиционалисты. И хотя в случае импрессионизма деструкция касалась только самого способа изображения действительности, но не распространялась на содержательную часть искусства, значение этого стиля, открывшего ящик Пандоры разрушительного модернизма, переоценить очень трудно. В ходе своего развития импрессионистический метод выявил свою деструктивную природу: в результате он постепенно пришёл к полному отрицанию композиции и разложению художественной формы на составляющие компоненты.
Французский фовизм и немецкий экспрессионизм, последовавшие отчасти как прямая реакция на импрессионизм, в своём позыве к деструкции коснулись уже не только изобразительных, но также и — содержательных сторон живописи. Отчасти деструктивным (эпатажным) пафосом был проникнут и французский кубизм, стремившийся «раздробить» реальные объекты на примитивные и подчёркнуто геометрические формы, до того времени не считавшиеся художественными. Развиваясь в последовательном направлении, кубизм пришёл к своему логическому завершению: супрематизму и другим формам геометрического абстракционизма — чистым и самодовлеющим видам искусства, отрицавшим его содержательную сторону.

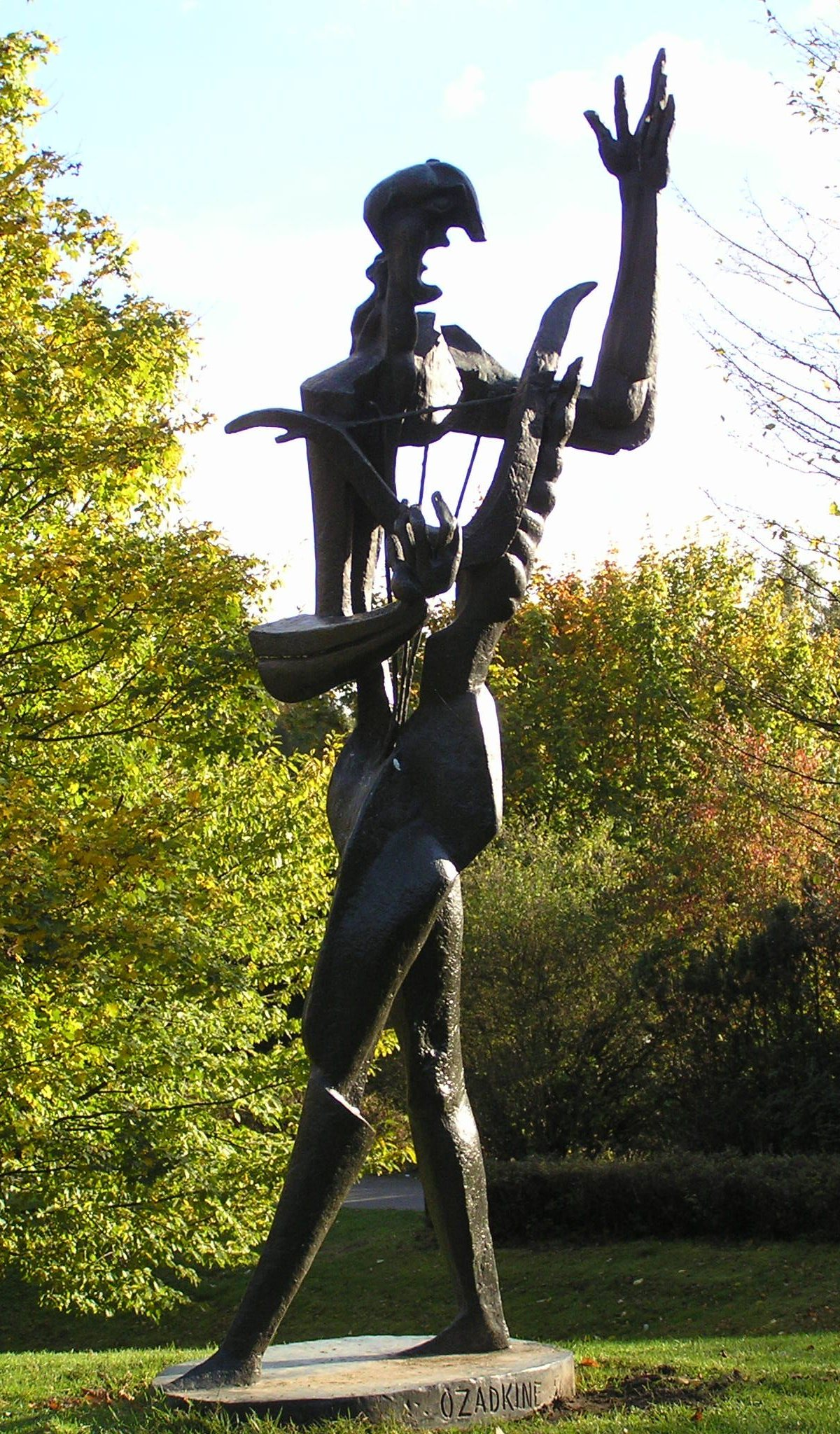
Зримая деструкция в скульптуре Осипа Цадкина Орфей

Творчество многочисленных футуристов, достаточно разнообразное по формам и смыслу, тем не менее в каждом отдельном случае было пропитано пафосом фронды прямого отрицания (или деструкции к прошлому и его традициям). Повёрнутое исключительно в будущее, оно «сбрасывало историю искусства с парохода современности».
На принципиально новый уровень деструкции (как формальной, так и содержательной стороны искусства) «живопись» вышла с манифестом дадаизма, а затем и его прямого (и более развёрнутого) продолжения — сюрреализма. Однако и сам сюрреализм за почти полвека своего развития пережил несколько стадий внутренней деструкции — от эпатажа ранних выставок до старческого разложения.
Спустя полвека после дадаистов возникли более развитые формы эпатажного искусства: такие как хеппенинг и перформанс, находящиеся уже примерно посередине между искусством и событием. Продолжая разрушительные начинания предметного искусства первых дада, деструкции подверглись уже сами формы изобразительного искусства. Традиционная скульптура и живопись в конце концов была заменена простым фактом присутствия художника, которое «освящало» и придавало любому избранному факту и событию значение артефакта или явления нового искусства. Таким образом, функция художника в результате последовательной деструкции максимально приблизилась к жрецу.

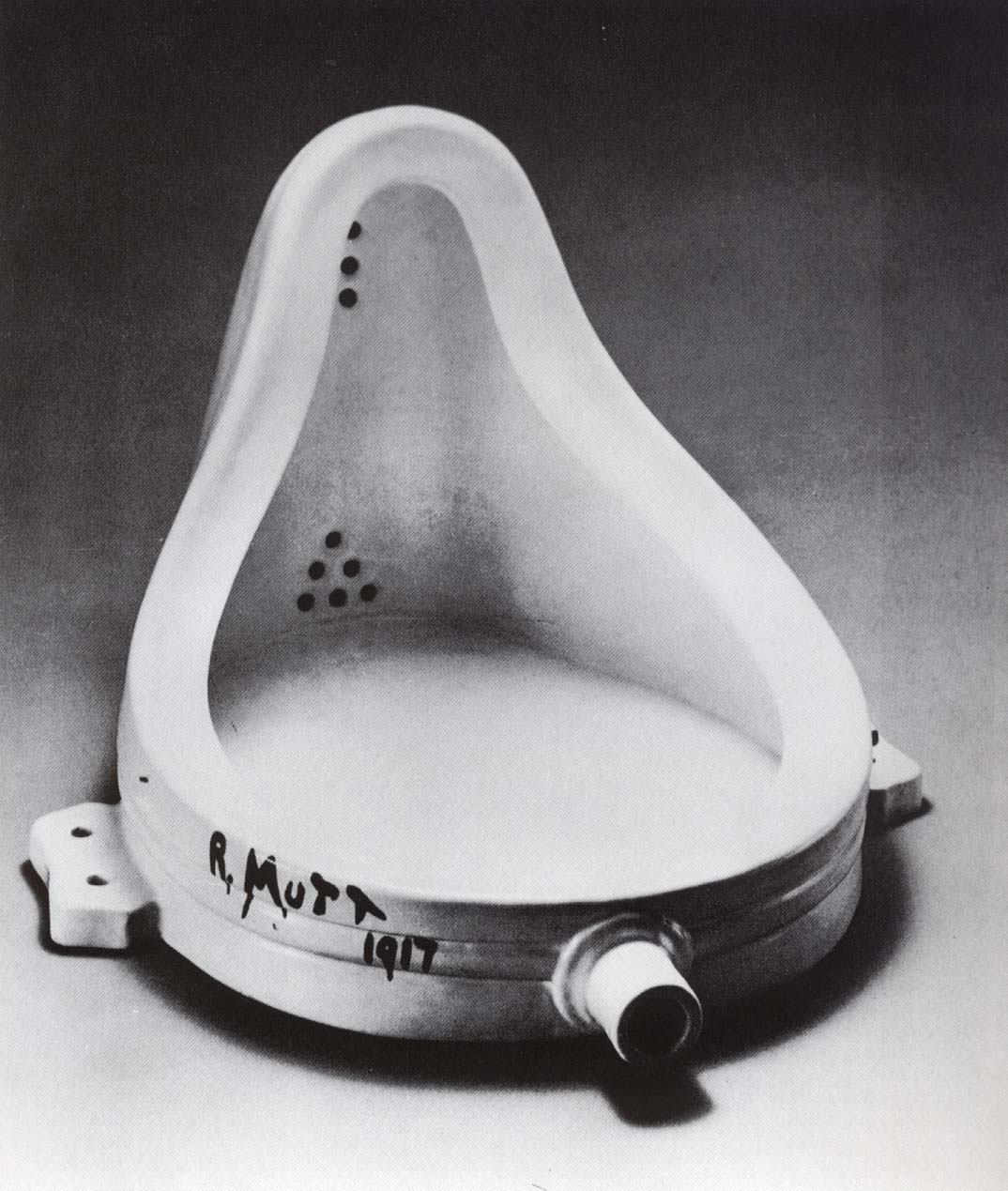
Дюшан. «Фонтан»

В качестве деструктивной реакции на отвлечённое абстрактное искусство в конце 1950-х годов возник поп-арт, оперирующий внутри искусства предельно обыденными, несублимированными образами и предметами массовой культуры потребления. По существу, содержательная деструкция поп-арта заключалась в том, что он предельно опошлял предмет и сущность искусства, низводя его до почти прямой репродукции серийных образов массового сознания.
До некоторой степени развивая начинания поп-арта, пожалуй, наиболее прямых и наглядных результатов в деструкции достигли некоторые представители кинетического искусства, в частности, Жан Тенгели, саморазрушающиеся композиции которого опровергали тезис о самоценности произведения искусства как предмета. Прямо на глазах зрителей, сложные объекты труда художника переставали существовать. В данном случае деструкция могла снова демонстрировать своё прямое значение.
Не меньший вклад в уничтожение предметной базы искусства внесли концептуалисты, вполне справедливо считавшие, что «искусство — это сила идеи, а не материала». В полном согласии с этим тезисом, в качестве вещественного тела произведения изобразительного искусства могла выступать одна фраза, строчка, слово (письменное или устное), буква или неизвестный знак.
Параллельным путём деструкции двигался оп-арт, сделавший предметом оптическую иллюзию или временное изображение на плоскости и в пространстве. Одна из разновидностей этого искусства имп-арт поставила перед собой самодовлеющую абстрактную цель: изображать невозможные фигуры. Соединение чистого формализма и сюрреализма привело к появлению своеобразного гибрида: игры в геометрический изобразительный иллюзион, чаще всего представляющий собой гримасу интеллекта и лишённый содержательной силы.
Последовательно игнорировало содержательную сторону искусства такое заметное типично американское по своему духу течение в живописи как фотореализм, отчасти продолжавшее эстетические подходы поп-арта. Функция художника-фотореалиста была практически сведена к механическому процессу воспроизведения действительности, когда автор картины должен был иметь «техническую возможность сделать финальный результат выглядящим неотличимо от фотографии».

### В архитектуре

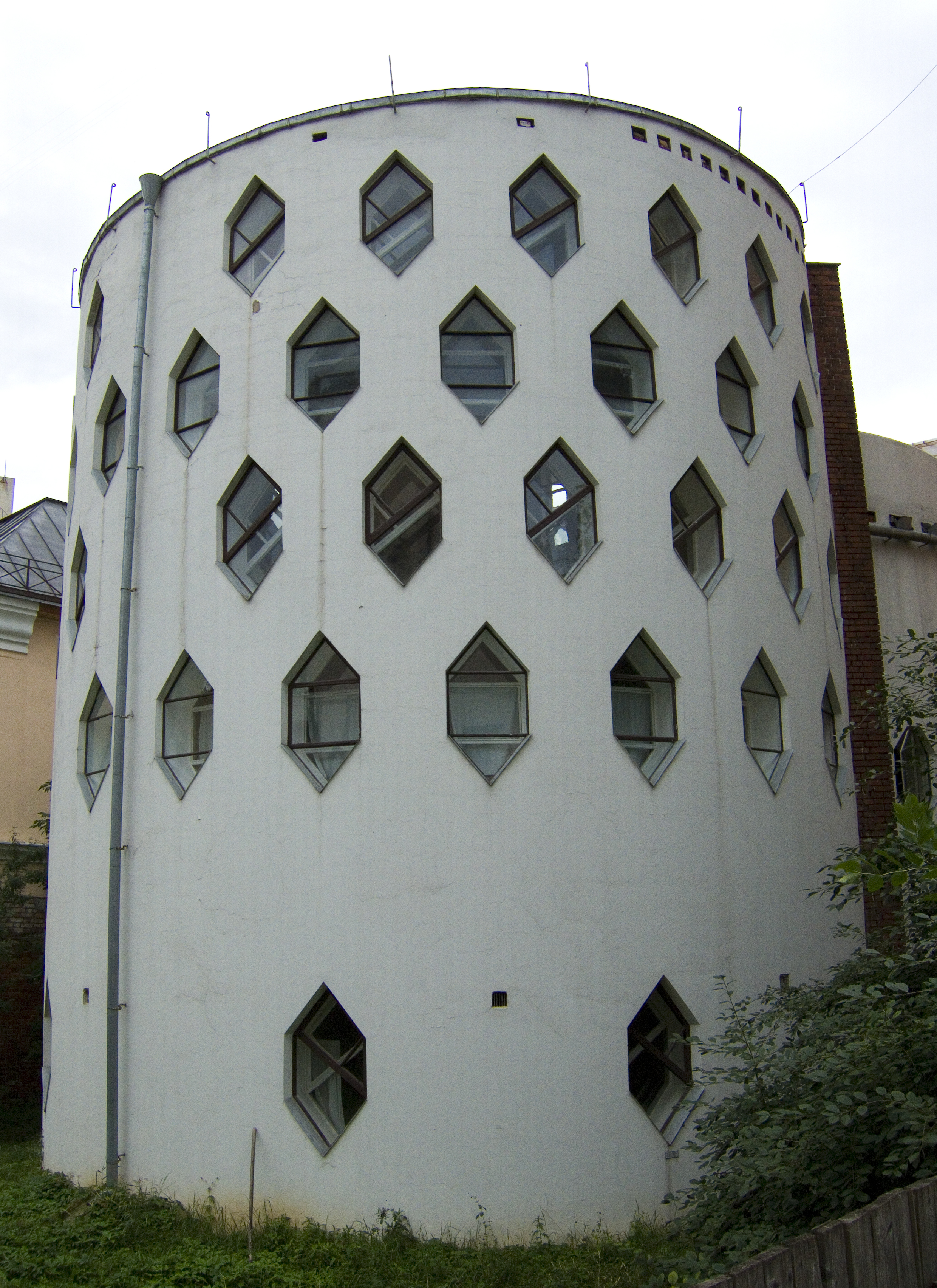
Дом Мельникова, эпатажный конструктивизм

Значительно более сложной была общая картина тенденций и течений в архитектуре XX века. Являясь искусством значительно менее самодовлеющим и замкнутым, чем все прочие, (а также более утилитарным, тесно связанным со строительством и конкретным назначением строения), архитектура во многом избежала деструктивных тенденций. Однако несомненным является и тот факт, что в XX веке (как никогда ранее) архитектура находилась под прямым влиянием новейших течений в живописи, скульптуре и теории искусства. Пожалуй, наиболее наглядным в данном случае является личный пример такого пионера модернизма, как Ле Корбюзье. Начиная прежде всего как художник (под фамилией Жаннере), он сам осуществил прямое влияние современной живописи и скульптуры на архитектуру. С другой стороны (как это ни покажется странным), сама по себе профессия архитектора является более индивидуальной, чем художника, а производственный цикл постройки здания не слишком способствует объединению в группы и созданию манифестов течений и школ. Тем не менее, XX век даёт все возможности выделить достаточно чёткие стили и тенденции в архитектуре и произвести их психологический и структурный анализ.
Одним из первых и самых мощных течений авангардной архитектуры XX века обычно принято считать советский конструктивизм. На первый взгляд как по самому своему названию, так по конструктивным и эстетическим установкам в этом утилитарном и максимально функциональном стиле трудно обнаружить нечто деструктивное. Однако это впечатление обманчиво. И прежде всего дело заключается в самом механизме возникновения предельно узких и чётких установок конструктивизма. Возникнув на волне так называемой «пролетарской культуры» как прямое отрицание буржуазных стилей модерн и ар-деко с их «излишествами» и потребительской «разнузданностью» форм, конструктивизм нёс в себе пафос внешнего отрицания и деструкции по отношению к традициям разрушенной общественной формации. По отношению к устоявшимся гармоничным зданиям прошлых стилей (начиная от барокко и классицизма) предельно примитивные и грубые формы конструктивистских построек выглядели неприкрытым (якобы пролетарским) эпатажем и несли в себе некий вызов остальному миру. Именно здесь и содержался безусловный заряд внутренней деструктивности первых лет советского конструктивизма. Достаточно скоро этот заряд выдохся и на место «ударным» формам первых десятилетий советской власти пришёл сначала постконструктивизм, а затем и сталинский ампир (вобравшие в себя «всё лучшее» из опыта конструктивизма).